# Brzeźniak (województwo wielkopolskie)
Brzeźniak – wieś w Polsce położona w województwie wielkopolskim, w powiecie konińskim, w gminie Golina.
W 1945 roku we wsi znajdowało się 64 gospodarstwa. 
W latach 1975–1998 miejscowość administracyjnie należała do województwa konińskiego.